# Ausztrália az 1972. évi téli olimpiai játékokon
Ausztrália a japán Szapporóban megrendezett 1972. évi téli olimpiai játékok egyik részt vevő nemzete volt. Az országot az olimpián 2 sportágban 4 sportoló képviselte, akik érmet nem szereztek.

## Alpesisí
Férfi
| Versenyző       | Versenyszám      | Selejtező | Selejtező | Döntő         | Döntő         | Döntő    | Döntő    | Döntő      | Döntő      |
| Versenyző       | Versenyszám      | Selejtező | Selejtező | 1. futam      | 1. futam      | 2. futam | 2. futam | Összesítés | Összesítés |
| Versenyző       | Versenyszám      | Idő       | Hely.     | Idő           | Hely.         | Idő      | Hely.    | Idő        | Helyezés   |
| --------------- | ---------------- | --------- | --------- | ------------- | ------------- | -------- | -------- | ---------- | ---------- |
| Steven Clifford | Lesiklás         |           |           |               |               |          |          | 2:02,90    | 44.        |
| Steven Clifford | Műlesiklás       | kizárták  | kizárták  | nem ért célba | nem ért célba | kiesett  | kiesett  | kiesett    | kiesett    |
| Steven Clifford | Óriás-műlesiklás |           |           | 1:44,75       | 44.           | 1:49,50  | 36.      | 3:34,25    | 36.        |
| Malcolm Milne   | Lesiklás         |           |           |               |               |          |          | 1:55,48    | 23.        |
| Malcolm Milne   | Műlesiklás       | kizárták  | kizárták  | 1:03,73       | 33.           | 1:01,99  | 26.      | 2:05,72    | 24.        |
| Malcolm Milne   | Óriás-műlesiklás |           |           | 1:37,94       | 31.           | 1:44,26  | 28.      | 3:22,20    | 29.        |

## Gyorskorcsolya
Férfi
| Versenyző    | Versenyszám | Eredmény | Helyezés |
| ------------ | ----------- | -------- | -------- |
| Colin Coates | 500 m       | 44,74    | 36.      |
| Colin Coates | 1500 m      | 2:12,14  | 24.      |
| Colin Coates | 5000 m      | 8:09,35  | 23.      |
| Colin Coates | 10 000 m    | 16:29,94 | 18.      |
| Jim Lynch    | 500 m       | 43,51    | 35.      |
| Jim Lynch    | 1500 m      | 2:26,69  | 39.      |